# Подієва комунікація
Подієва комунікація — дуже непростий засіб комунікацій з громадськістю. Він вимагає значної підготовчої та організаційної роботи, ресурсів, участі висококваліфікованих працівників ПР та певного досвіду PR-менів. Один із французьких спеціалістів зі зв'язків з громадськістю висловився так з цього приводу: «Найскладнішим завданням є створення подій. Для фахівців із комунікацій — це свого роду квадратура кола».
Складності подієвої комунікації, а разом з тим і її переваги пов'язані з особливостями спеціальних подій та заходів, що лежать в її основі.
Спеціальні події — це заходи, які проводяться фірмами та організаціями для привернення уваги громадськості до себе, своєї діяльності та своєї продукції.

### Види спеціальних подій

#### Презентаційні події
— це заходи, спрямовані на загальне ознайомлення з фірмою, головна мета яких — показати громадськості характер діяльності організації чи установи, її товари чи послуги. Їх проведення завжди пов'язане з новими аспектами або етапами діяльності фірми (відкриття установи чи її цеху, відділу, початок випуску нового товару, здійснення послуги, вихід на новий ринок і т. д.). Вони мають епізодичний характер. До цього типу подій належать: церемонії відкриття, презентації, дні відкритих дверей.

#### Демонстраційні заходи
— це заходи, спрямовані на ознайомлення з конкретною діяльністю організації, різновидами її продукції. Їх головна мета — рекламування товару. Найбільш поширеними заходами цього типу є виставки, демонстрації мод, кулінарні демонстрації, екскурсії та ярмарки. Вони повинні мати регулярний характер (щомісячні, щорічні виставки та ярмарки, постійно діючі виставки тощо). Їх можуть застосовувати, як правило, лише фірми виробничого або торговельного характеру.

#### Дозвіллєві заходи
— це події, створення яких спрямовано на спільну організацію вільного часу фірми — господаря та її гостей. Головна мета цих заходів — встановлення або підтримка контактів з представниками громадськості. Вони можуть приурочуватися до певних святкових дат (державних, місцевих, ювілейних дат організації чи установи, її працівників). Вони можуть використовуватися фірмами чи організаціями різного виду з конкретними цілями. Найбільш поширеними формами дозвіллєвих заходів є прийоми, бали, пікніки, ігрові шоу, конкурси, лотереї.

#### Інформаційні заходи
— події, що створюються для отримання та поширення інформації. Їх головна мета — розповсюдження ідей та встановлення контактів з компетентними особами або представниками ЗМІ. До них можна віднести різного роду конференції (зокрема наукові та прес-конференції), «круглі столи», зустрічі (наприклад, зустріч з виборцями), збори, мітинги (засіб, що використовується лише політичними партіями та громадськими організаціями).

#### Благодійницькі заходи
— це вид подій, пов'язаних з благо-дійницькою та спонсорською діяльністю фірм та установ, з ме-ценатством. Їх головна мета — непряма демонстрація успіхів організації, спрямована на формування її сприятливого, позитивного іміджу. Спонсорством, благодійництвом та меценатством можуть займатися дуже різні організації. Це може мати постійний або епізодичний характер, спрямований, як правило, на конкретні групи громадськості, має адресний характер, хоча, зрозуміло, ефект таких комунікацій виходить далеко за межі цих груп, і часто дійсним об'єктом впливу фактично є інша група громадськості.
Зупинимося докладніше на окремих заходах, пов'язаних з подієвою комунікацією.

### Специфіка окремих видів подієвої комунікації
Порівняно новим, але вже досить популярним є спеціальний захід — презентація. Спеціалісти відзначають, що сьогодні у світі влаштовуються кожного дня тисячі, а може, і десятки тисяч презентацій.
Презентація
 — це представлення особи, фірми, продукту або послуг громадськості.
Головні цілі презентації — передача інформації та ідей, щоб переконати певні групи людей прийняти чи переглянути свою позицію; прийняти або змінити думку; зробити або утриматися від якихось дій чи рішень.

#### Етапи презентації

##### Перший етап
планування та підготовка презентації:
1. Визначення безпосередніх цілей презентації (що потрібно повідомити).
2. Визначення конкретних груп громадськості, на які зорієнтована презентація (кому ми хотіли б повідомити).
3. Підготовка схеми проведення презентації (як ми будемо інформувати).
4. Підготовка інформаційних матеріалів до презентації.
5. Підготовка приміщення, де презентація буде проводитися, та його відповідне оформлення.

##### Другий етап
здійснення презентаційного заходу:
1. Встановлення контакту з аудиторією.
2. Представлення учасників презентації.
3. Знайомство присутніх з планом проведення презентації.
4. Підтримка уваги присутніх до предмета презентації.
5. Застосування можливих засобів візуалізації інформації та технічних засобів поширення інформації(теле- або кіноматеріали, музичний супровід, використання слайдів тощо).
6. Передача необхідних інформаційних матеріалів представникам ЗМІ.

##### Третій етап
післяпрезентаційний:
1. Аналіз проведеного заходу, визначення позитивних та негативних аспектів його здійснення.
2. Моніторинг ЗМІ, оцінка результативності презентації з точки зору кількості та якості поширеної щодо нього інформації[1].

Список використаної літератури:
1. Тихомирова, Є. (2001). Зв'язки з громадськістю (українська).
2. Королько В. Г., Некрасова О. В. (2009). Зв'язки з громадськістю (українська)